# Bernard Lefranc
Pour les personnes ayant le même patronyme, voir Lefranc.
Bernard Lefranc, né le 21 juin 1936 à Vouël (Aisne), est un homme politique français, ancien député de l'Aisne.

## Détail des fonctions et des mandats
Mandats parlementaires
- 1977 - 1995 : Maire de Soissons
- 21 juin 1981 - 1er avril 1986 : Député de la 5e circonscription de l'Aisne
- 16 mars 1986 - 14 mai 1988 : Député de l'Aisne
- 12 juin 1988 - 1er avril 1993 : Député de la 4e circonscription de l'Aisne